# Mohun Bagan Super Giant
Maillots
Dernière mise à jour : 15 juin 2024.
Le Mohun Bagan Super Giant (en bengali : মোহনবাগান সুপার জায়ান্ট, et en hindi : मोहन बागान एथलेटिक क्लब), plus couramment abrégé en Mohun Bagan, est un club indien de football fondé en 1889 et basé dans la ville de Calcutta dans l'état du Bengale-Occidental.

## Histoire
Mohun Bagan a été créé le 15 août 1889. Mohun Bagan a remporté son premier trophée, Coochbehar Trophy, en 1904. Le 29 juillet 1911, le Mohun Bagan marqua l'histoire en devenant le premier club indien à remporter la IFA Shield après avoir battu le East Yorkshire Regiment par 2 à 1. La plupart des joueurs du Mohun Bagan étaient pieds nus alors que l'équipe du East Yorkshire Regiment avait son équipement. Cette victoire fut et est encore considérée comme un évènement majeur dans la lutte indienne pour la liberté et l'indépendance.
Le premier titre de champion (Calcutta Football League) a été remporté par le club en 1939.
En 1977, Mohun Bagan est devenu le premier club en Inde à remporter une triple couronne en remportant trois grandes compétitions de coupe en Inde. Mohun Bagan est devenu le premier club à remporter trois titres consécutifs de la Coupe d'Inde en 1982.

### Noms et propriété du département football
| Noms du département de football                        | Propriété d'entreprise                            |
| • Mohun Bagan Athletic Club (1889 - 1998) •            | N'est pas applicable                              |
| • McDowell's Mohun Bagan Football Club (1998 - 2016) • | McDowell's Mohun Bagan Private Limited            |
| • Mohun Bagan Football Club (2017 - 2020) •            | Mohun Bagan Football Club (India) Private Limited |
| • ATK Mohun Bagan Football Club (2020 - 2023) •        | ATK Mohun Bagan Football Club Private Limited     |
| • Mohun Bagan Super Giant (2023 - ) •                  | RPSG Mohun Bagan Private Limited                  |

## Bilan sportif

### Palmarès
| Compétitions nationales | Compétitions sur invitation | Compétitions régionales |
| --- | --- | --- |
| - Indian Super League (2) : - Champion : 2023-24, 2024-25 - ISL Cup : 2022-23, 2024-25 - Championnat d'Inde (5) : - Champion : 1997-98, 1999-00, 2001-02, 2015 et 2020. - Vice-champion : 2000-01, 2008-09, 2016 et 2017. - Coupe d'Inde (14) : - Vainqueur : 1978, 1980, 1981, 1982, 1986, 1987, 1992, 1993, 1994, 1998, 2001, 2006, 2008 et 2016. - Finaliste : 1977, 1983, 1985, 2004, 2010 et 2017. - Supercoupe d'Inde (2) : - Vainqueur : 2007 et 2009. | - Durand Cup (16) : - Vainqueur : 1953, 1959, 1960, 1963, 1964, 1965, 1974, 1977, 1979, 1980, 1982, 1984, 1985, 1986, 1994 et 2000. - Rovers Cup (14) : - Vainqueur : 1955, 1966, 1968, 1970, 1971, 1972, 1976, 1977, 1981, 1985, 1988, 1991, 1992 et 2000. | - Calcutta Football League (CFL) (30) : - Vainqueur : 1939, 1943, 1944, 1951, 1954, 1955, 1956, 1959, 1960, 1962, 1963, 1964, 1965, 1969, 1976, 1978, 1979, 1983, 1984, 1986, 1990, 1992, 1994, 1997, 2001, 2005, 2007, 2008, 2009 et 2018. - Trophée IFA (22) : - Vainqueur : 1911, 1947, 1948, 1952, 1954, 1956, 1960, 1961, 1962, 1967, 1969, 1976, 1977, 1978, 1979, 1981, 1982, 1987, 1989, 1998, 1999 et 2003. |

### Tournois continentaux
| AFC Champions League / AFC Cup | AFC Champions League / AFC Cup | AFC Champions League / AFC Cup | AFC Champions League / AFC Cup              | AFC Champions League / AFC Cup | AFC Champions League / AFC Cup | AFC Champions League / AFC Cup | AFC Champions League / AFC Cup | AFC Champions League / AFC Cup                          |
| Saison                         | Tournoi                        | Round                          | Nat                                         | Club                           | 1st Leg                        | 2nd Leg                        | Agrégat                        | Meilleur buteur                                         |
| ------------------------------ | ------------------------------ | ------------------------------ | ------------------------------------------- | ------------------------------ | ------------------------------ | ------------------------------ | ------------------------------ | ------------------------------------------------------- |
| 1987                           | Asian Club Championship        | 1st Round                      | Drapeau de l'Irak                           | Al Rasheed                     | 0–2                            |                                | 0–2                            | Sisir Ghosh (6 goals)                                   |
| 1987                           | Asian Club Championship        | 1st Round                      | Drapeau du Népal                            | Manang Marsyangdi              | 6–1                            |                                | 6–1                            | Sisir Ghosh (6 goals)                                   |
| 1987                           | Asian Club Championship        | 1st Round                      | Drapeau du Pakistan                         | PAF FC                         | 4–1                            |                                | 4–1                            | Sisir Ghosh (6 goals)                                   |
| 1987                           | Asian Club Championship        | 1st Round                      | Drapeau du Bangladesh                       | Mohammedan SC Dhaka            | 2–2                            |                                | 2–2                            | Sisir Ghosh (6 goals)                                   |
| 1988-89                        | Asian Club Championship        | 1st Round                      | Drapeau du Pakistan                         | Crescent Textile               | 8–0                            |                                | 8–0                            | Sisir Ghosh (5 goals)                                   |
| 1988-89                        | Asian Club Championship        | 1st Round                      | Drapeau du Népal                            | Kathmandu SC                   | 4–2                            |                                | 4–2                            | Sisir Ghosh (5 goals)                                   |
| 1988-89                        | Asian Club Championship        | 1st Round                      | Drapeau d'Oman                              | Fanja SC                       | 1–0                            |                                | 1–0                            | Sisir Ghosh (5 goals)                                   |
| 1988-89                        | Asian Club Championship        | Semi Final Round               | Drapeau du Koweït                           | Kazma SC                       | 1–0                            |                                | 1–0                            | Sisir Ghosh (5 goals)                                   |
| 1988-89                        | Asian Club Championship        | Semi Final Round               | Drapeau de la République populaire de Chine | Guangdong Hongyuan FC          | 6–0                            |                                | 6–0                            | Sisir Ghosh (5 goals)                                   |
| 1988-89                        | Asian Club Championship        | Semi Final Round               | Drapeau de l'Irak                           | Al Rasheed                     | 2–0                            |                                | 2–0                            | Sisir Ghosh (5 goals)                                   |
| 1990-91                        | Asian Cup Winners' Cup         | 1st Round                      | Drapeau de la République populaire de Chine | Dalian Shide FC                | 0–1                            | 4–0                            | 5–0                            | —                                                       |
| 1994-95                        | Asian Club Championship        | Preliminary Round              | Drapeau des Maldives                        | Club Valencia                  | 7–1                            |                                | 7–1                            | Tausif Jamal (4 goals)                                  |
| 1994-95                        | Asian Club Championship        | Preliminary Round              | Drapeau du Sri Lanka                        | Ratnam SC                      | 5–1                            |                                | 5–1                            | Tausif Jamal (4 goals)                                  |
| 1994-95                        | Asian Club Championship        | Second Round                   | Drapeau de la Thaïlande                     | Thai Farmers Bank              | 0–4                            | 3–01                           | 7–0                            | Tausif Jamal (4 goals)                                  |
| 1995                           | Asian Club Championship        | First Round                    | Drapeau des Maldives                        | Club Valencia                  | 2–1                            | 1–0                            | 2–2(a)                         | Manoharan Satyabrata Bhowmik (1 goal each)              |
| 1999-2000                      | Asian Club Championship        | First Round                    | Drapeau du Bangladesh                       | Muktijoddha Sangsad            | 2–1                            | 0–0                            | 2–1                            | Chima Okorie Dipendu Biswas (1 goal each)               |
| 1999-2000                      | Asian Club Championship        | Second Round                   | Drapeau du Japon                            | Júbilo Iwata                   | 8–0                            | n/p2                           | 8-0                            | Chima Okorie Dipendu Biswas (1 goal each)               |
| 2002-2003                      | AFC Champions League           | Qualifier                      | Drapeau du Sri Lanka                        | Saunders SC                    | 0–2                            | 5–1                            | 7–1                            | Baichung Bhutia (4 goals)                               |
| 2002-2003                      | AFC Champions League           | Qualifier                      | Drapeau des Maldives                        | Club Valencia                  | 2–2                            | 0–3                            | 5–2                            | Baichung Bhutia (4 goals)                               |
| 2002-2003                      | AFC Champions League           | Qualifier                      | Drapeau de la Corée du Sud                  | Daejeon Citizen                | 6–0                            | 1–2                            | 1–8                            | Baichung Bhutia (4 goals)                               |
| 2007                           | AFC Cup                        | Group Stage                    | Drapeau de Singapour                        | Tampines Rovers                | 0–0                            | 2–0                            | 2–0                            | Lalawmpuia Pachuau (2 goals)                            |
| 2007                           | AFC Cup                        | Group Stage                    | Drapeau de la Thaïlande                     | Osotspa FC                     | 1–0                            | 0–0                            | 2–0                            | Lalawmpuia Pachuau (2 goals)                            |
| 2007                           | AFC Cup                        | Group Stage                    | Drapeau de la Malaisie                      | Pahang FC                      | 1–2                            | 2–0                            | 4–1                            | Lalawmpuia Pachuau (2 goals)                            |
| 2009                           | AFC Cup                        | Group Stage                    | Drapeau de la Syrie                         | Al-Wehdat                      | 1–0                            | 0–4                            | 0–5                            | Rakesh Masih (1 goal)                                   |
| 2009                           | AFC Cup                        | Group Stage                    | Drapeau de la Jordanie                      | Al-Wehdat                      | 1–2                            | 5–0                            | 1–7                            | Rakesh Masih (1 goal)                                   |
| 2009                           | AFC Cup                        | Group Stage                    | Drapeau du Koweït                           | Kuwait SC                      | 0–1                            | 6–0                            | 7–0                            | Rakesh Masih (1 goal)                                   |
| 2016                           | AFC Champions League           | Qualifier                      | Drapeau de Singapour                        | Tampines Rovers                | 3–1                            |                                | 3–1                            | Cornell Glen Jeje Lalpekhlua Katsumi Yusa (1 goal each) |
| 2016                           | AFC Champions League           | Qualifier                      | Drapeau de la République populaire de Chine | Shandong Luneng                | 0–6                            |                                | 0–6                            | Cornell Glen Jeje Lalpekhlua Katsumi Yusa (1 goal each) |
| 2016                           | AFC Cup                        | Group Stage                    |                                             |                                |                                |                                |                                |                                                         |
| 2016                           | AFC Cup                        | Group Stage                    | Drapeau des Maldives                        | Maziya S&RC                    | 5–2                            | 1–1                            | 6–3                            | Jeje Lalpekhlua (6 goals)                               |
| 2016                           | AFC Cup                        | Group Stage                    | Drapeau de Hong Kong                        | South China                    | 0–4                            | 0–3                            | 4–3                            | Jeje Lalpekhlua (6 goals)                               |
| 2016                           | AFC Cup                        | Group Stage                    | Drapeau de la Birmanie                      | Yangon United                  | 3–2                            | 1–1                            | 4–3                            | Jeje Lalpekhlua (6 goals)                               |
| 2016                           | AFC Cup                        | Round of 16                    | Drapeau de Singapour                        | Tampines Rovers                | 1–2                            |                                | 1–2                            | Jeje Lalpekhlua (6 goals)                               |
| 2017                           | AFC Cup                        |                                |                                             |                                |                                |                                |                                |                                                         |
| 2017                           | AFC Cup                        | Qualifying Play Off            | Drapeau du Sri Lanka                        | Colombo FC                     | 1–2                            | 2–1                            | 4–2                            | Jeje Lalpekhlua (4 goals)                               |
| 2017                           | AFC Cup                        | Zonal Play Off                 | Drapeau des Maldives                        | Club Valencia                  | 1–1                            | 4–1                            | 5–2                            | Jeje Lalpekhlua (4 goals)                               |
| 2017                           | AFC Cup                        | Group Stage                    | Drapeau de l'Inde                           | Bengaluru FC                   | 2–1                            | 3–1                            | 4-3                            | Jeje Lalpekhlua (4 goals)                               |
| 2017                           | AFC Cup                        | Group Stage                    | Drapeau du Bangladesh                       | Dhaka Abahani                  | 3–1                            | 1–1                            | 4-2                            | Jeje Lalpekhlua (4 goals)                               |
| 2017                           | AFC Cup                        | Group Stage                    | Drapeau des Maldives                        | Maziya S&RC                    | 0–1                            | 5-2                            | 6-2                            | Jeje Lalpekhlua (4 goals)                               |
| 2021                           | AFC Cup                        | Group Stage                    |                                             |                                |                                |                                |                                |                                                         |

1 L'AFC a ordonné que le match retour soit joué en Malaisie en raison d'une menace de peste en Inde, mais Mohun Bagan s'est opposé à la décision; ils ont été expulsés de la compétition, condamnés à une amende de 3 000 dollars et exclus des compétitions de l'AFC pendant trois ans. L'interdiction a ensuite été levée.

2 Le match s'est joué en un tour d'un commun accord.

## Personnalités du club

### Gestion du club
| Poste                      | Nom                 |
| -------------------------- | ------------------- |
| Président                  | Swapan Sadhan Bose  |
| Secrétaire général         | Srinjoy Bose        |
| Secrétaire général adjoint | Satyajit Chatterjee |
| Trésorier                  | Uttam Saha          |
| Secrétaire aux finances    | Debashis Dutta      |
| Secrétaire de football     | Swapan Banerjee     |
| Secrétaire de cricket      | Samrat Bhowmick     |
| Secrétaire de Hockey       | Mahesh Tekhriwal    |
| Secrétaire de Tennis       | Sanjoy Ghosh        |
| Secrétaire au sol          | Sandipan Banerjee   |
| Secrétaire d'athlétisme    | Debashish Mitra     |
| Secrétaire jeunesse        | Bidesh Bose         |

### Entraîneurs du club
| - Robson Mattos (? - février 2007) - Chima Okerie (février 2007 - avril 2007) - Bernard Operanazie (avril 2007 - ?) - Karim Bencherifa (? - février 2010) - Satyajit Chatterjee (février 2010 - mars 2010), - Stanley Rozario (juin 2010 - décembre 2010) - Sujit Chakraborty (décembre 2010 - ?) - Steve Darby (juillet 2011 - octobre 2011) |  | - Bernard Operanazie (octobre 2011) - Prasanta Banerjee (octobre 2011 - ?) - Santosh Kashyap (juin 2012 - octobre 2012) - Karim Bencherifa (novembre 2012 - ?) - Sanjoy Sen (? - janvier 2018) - Shankarlal Chakraborty (janvier 2018 - avril 2019) - Kibu Vicuña (Mai 2019 - Mai 2020) - Antonio López Habas (Juin 2020 - ) |

## Autres sports
En 1922, la division de cricket du club a été créée. Le club a également des divisions de hockey, de tennis et d'athlétisme. L'équipe de cricket est affiliée au Cricket Association of Bengal et participe régulièrement aux tournois locaux.

## Galerie

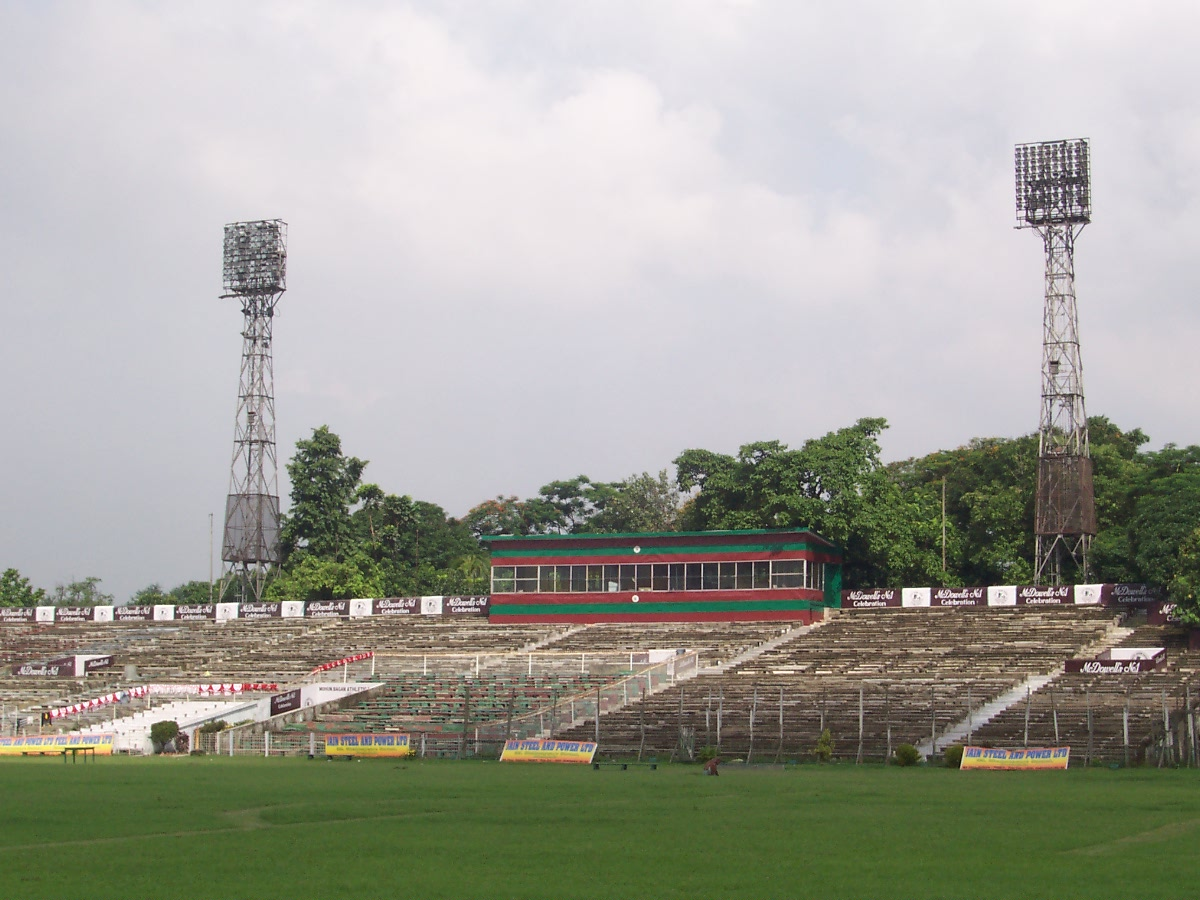
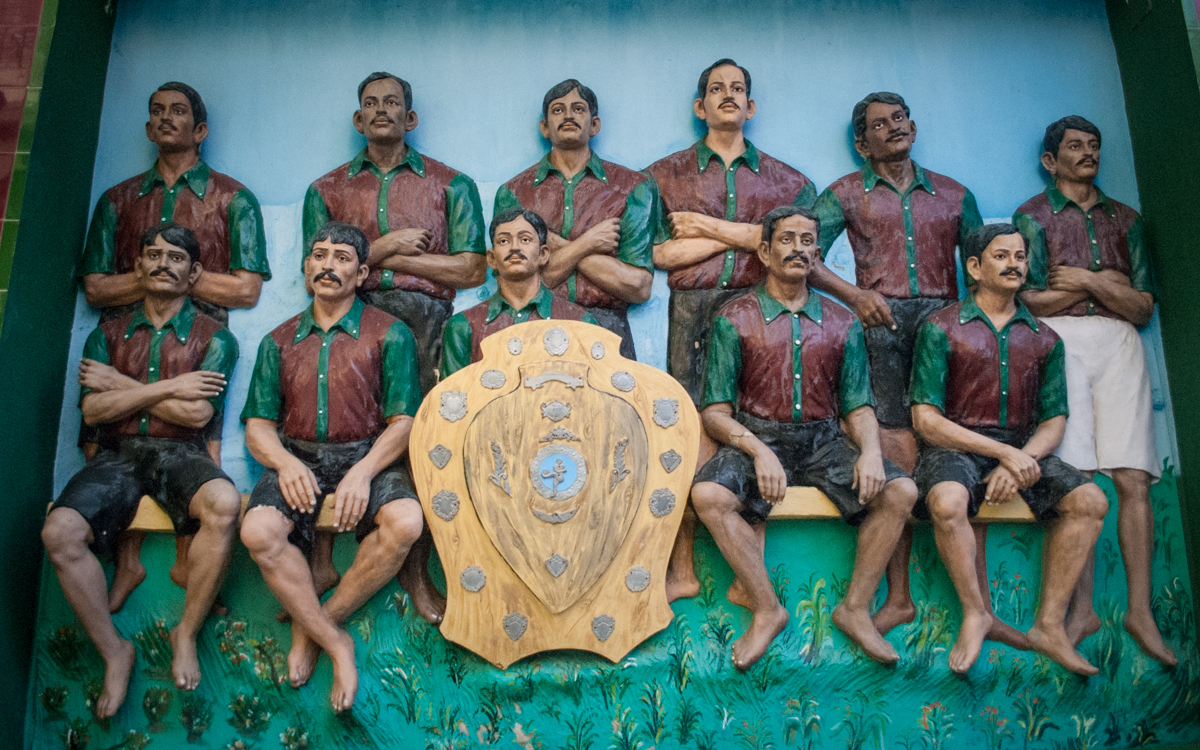